# Natalia Molebatsi
Natalia Molebatsi é uma escritora sul-africana, poeta e trabalhadora cultural. Ela cativou um grande público através dos seus salões de poesia, e é creditada como tendo sido "responsável por apresentar o trabalho de Alice Walker e Toni Morrison à geração pós-apartheid na África do Sul". Ela mora em Joanesburgo.

## Biografia
Natalia Molebatsi nasceu e cresceu no município de Tembisa, perto de Joanesburgo, na África do Sul.
Ela é editora de uma coletânea de poemas sul-africanos intitulada We Are… A Poetry Anthology (Penguin Books, 2008), e autora de Sardo Dance (Geko, 2009). Ela é membro fundador da banda Soul Making, e em 2015 o seu CD Natalia Molebatsi e The Soul Making foi lançado. O seu trabalho está incluído na Carta à África do Sul: Poetas Chamando o Estado à Ordem, Felicidade a Árvore do Prazer: Uma Antologia da Poesia Internacional Contemporânea, Nova Moeda e a Antologia da Poesia Mundial (2010), entre outras publicações. A sua escrita em prosa apareceu em revistas literárias académicas, como Muziki, e foi traduzida para italiano e holandês em periódicos como Kuma e Les Simpledadi.
Além de criar, organizar e participar em conferências e festivais na África do Sul, Molebatsi realizou poesia e facilitou oficinas de escrita criativa internacionalmente, incluindo em universidades e festivais na Nigéria, Senegal, Quénia, Zimbábwe, Inglaterra, Itália, Azerbaijão, Argentina, Palestina e Alemanha, e dividiu o palco com artistas como Lebo Mashile, Alice Walker e Simphiwe Dana. Molebatsi apresentou-se na Conferência Internacional Mulheres na África de 2009, na Diáspora Africana na Nigéria e na Olimpíada Cultural de 2012 em Londres, representando a África do Sul.
Trabalhou com a UNISA Press e o SALA (South African Literary Awards) como oficial de marketing/comissionamento e relações com a mídia. Ela também foi responsável pela publicação de numerosos poetas sul-africanos e escritores de contos através da sua posição na UNISA.